# La Boule Bleue
La Boule Bleue (eigentlich: Société d’exploitation de la Boule Bleue) ist ein französisches Familienunternehmen mit Sitz in Marseille und gilt als ältester Hersteller von Kugeln für Pétanque und Jeu Provençal der Welt.

## Geschichte
Das Unternehmen wurde 1904 vom Elsässer Félix Rofritsch in Marseille gegründet. Rofritsch fertigte zunächst mit Nägeln beschlagene Kugeln aus Holz. 1925 führte das Unternehmen Kugeln aus Bronze und Messing ein. Im Jahr 1947 brachte die Familie Kugeln aus Stahl mit bläulichen Reflexen auf den Markt. Dadurch entstand die Marke La Boule Bleue (wörtlich: Die blaue Kugel). Seit 1961 werden auch Kugeln aus Edelstahl hergestellt. Das Unternehmen wird seit 2013 von Hervé Rofritsch in vierter Generation geleitet.